# Johann Alemann
Johann Alemann (* 4. Märzjul. / 14. März 1618greg. in Dresden; † 7. Oktoberjul. / 17. Oktober 1688greg. ebenda) war ein deutscher Jurist und kursächsischer Bergrat, der im Dienst des Kurfürsten Johann Georg II. stand.

## Leben
Alemann wurde am 4. März 1618 als Sohn des kursächsischen Kanzleiverwandten Friedrich Alemann (* 4. Januar 1582; † 7. April 1632 in Dresden) in Dresden geboren. Sein Großvater war der Bürgermeister von Magdeburg, Hans Moritz Alemann. Als sein Vater starb, war Johann Alemann erst vier Jahre alt. So wuchs er einige Jahre bei seinem Stiefgroßvater, dem kursächsischen Münzmeister Heinrich von Rehn auf. 1634 heiratete seine verwitwete Mutter den kursächsischen Appellationsrat Magnus Lebzelter, in dessen Familie Johann Alemann nunmehr lebte. 1635 ging Alemann an die Universität Wittenberg sowie nach Altdorf, wo er bis 1646 Jura studierte. Das Studium wurde durch mehrere Praktika in Dresden unterbrochen. 1647 promovierte er zum Dr. iur. Im Jahr 1649 heiratete er Sophia Strauch, die Tochter des Theologen Aegidius Strauch I. Der Sohn Johann Ägidius Alemann (1655–1719) wurde Direktor des Bergwesens in Kursachsen.
Am 22. Oktober 1662 wurde Johann Alemann zum Bergrat des Kurfürsten Johann Georg II. von Sachsen bestallt. In dieser Funktion erwarb er sich im Kurfürstentum Sachsen bleibende Verdienste. Aus Krankheitsgründen bat er 1667 um seine Dienstentlassung, die ihm unter Beibehaltung seines Bergrat-Titels auch gewährt wurde.
Am 14. Oktober 1688 wurde er feierlich in der Frauenkirche in Dresden bestattet.